# Гідрознепилювання
Гідрознепилювання — боротьба з пилом, основана на застосуванні води. Забезпечується зволоженням масиву і вловлюванням пилу. Попереднє зволоження полягає в нагнітанні води в масив до його руйнування (найпоширеніше при розробці вугільних родовищ). Здійснюється через свердловини, про-бурені по пласту паралельно або перпендикулярно площині очисного вибою, в підготовчих вибоях, як пра-вило, в площині забою. Розрізняють низьконапірне (від водопровідної магістралі) і високонапірне (від насосу) зволоження. Ефективність зволоження при руйнуванні пластів становить 60-80 %. Для підвищення ефективності застосовують водні розчини ПАР, електролітів і інш. Попереднє зволоження дає економіч. ефект за рахунок ослаблення масиву вугілля (на 20-40 %), зниження газовмісту вибоїв (на 10-20 %) і зниження схильності вугілля до самозаймання (особливо при нагнітанні антипіроге-нів). Зрошування здійснюється диспергованою водою з допомогою спец. пристроїв. За технол. ознаками розрізняють: звичайне зрошування (механіч. розпилення рідини під тиском 1,2-2 МПа); високонапірне зрошування (під тиском 8-12 МПа), пневмогідрозрошування (розпилення рідини за допомогою стисненого повітря під тиском 0,3-0,5 МПа); зрошування водоповітряними (механіч. розпилення води під тиском 2-2,5 МПа) і пневмогідравлічними (розпилення води стисненим повітрям під тиском 0,2-0,4 МПа) ежекторами і туманоутворювачами. Ефективність зрошування — до 90-99 %.